# Online Mendelian Inheritance in Man
O projecto Mendelian Inheritance in Man é uma base de dados que cataloga todas as doenças humanas que tenham uma componente genética. Quando possível faz a ligação dessas doenças aos respectivos genes.

## O código MIM
A cada doença e gene é atribuido um dígito com seis algarismos. O primeiro algarismo reflete o tipo de hereditariedade.
| Primeiro dígito | Código MIM    | Hereditariedade                    |
| 1               | 100000-199999 | Loci autossómicos ou fenótipos     |
| 2               | 200000-299999 | Loci autossómicos ou fenótipos     |
| 3               | 300000-399999 | Loci no cromossomas X ou fenótipos |
| 4               | 400000-499999 | Loci no cromossomas Y ou fenótipos |
| 5               | 500000-599999 | Loci mitocondriais ou fenótipos    |
| 6               | 600000-       | Loci autossómicos ou fenótipos     |